# Villanueva de Yerri
Villanueva de Yerri (en euskera Hiriberri Deierri, y oficialmente Villanueva de Yerri/Hiriberri Deierri) es un concejo español del municipio de Valle de Yerri (Navarra). Linda con el pantano de Alloz. Contaba con 57 habitantes en 2024.

## Toponimia
El topónimo tiene un significado obvio, el mismo en español y en eusquera: ‘pueblo nuevo’. Variantes atestiguadas en documentos antiguos:  Uillanoua, Villanoua (1278, 1280, NEN); Villanoua cabo Lerat; prope Lerat (1258, 1274-1276, 1591, NEN); Villanueva (1252, 1350, 1366, NEN); Villanueva de Deyerri (1345, NEN); Iriuerri, Terminat de Gorocin (1261, NEN).

## Demografía
| 2011 | 2012 | 2013 | 2014 | 2015 | 2016 | 2017 | 2018 | 2019 | 2020 | 2021 | 2022 | 2023 |
| ---- | ---- | ---- | ---- | ---- | ---- | ---- | ---- | ---- | ---- | ---- | ---- | ---- |
| 59   | 57   | 57   | 57   | 57   | 58   | 58   | 60   | 61   | 67   | 73   | 79   | 86   |

Fuente: Gobierno de Navarra.

## Arte

### Arte religioso

##### Iglesia parroquial de San Esteban
La parroquia de San Esteban ha sufrido distintas ampliaciones en el transcurso del tiempo. Mantiene la nave de hacia 1200, de estilo protogótico, con una planta de seis tramos desiguales, mientras que los alzados los definen los soportes constituidos por pilares y la cubierta de cañón apuntado con sus correspondientes fajones. Este planteamiento se alteró en el último tercio del siglo XVI cuando el cantero Juan de Gaínza, siguiendo las trazas de Juan de Villarreal, abrió dos capillas a cada lado del crucero al mismo tiempo se construyó la sacristía. No está documentado, aunque estilísticamente pertenece al siglo XVI, el coro que se levanta a los pies. Al exterior la actividad constructiva de esta parroquia se plasma en la portada gótica del siglo XIV con friso corrido que actúa a manera de capitel, decorado con vegetación y figuras; entre estas últimas se puede identificar a San Pedro y San Pablo, a un diácono y a un obispo. En 1676 se fecha el pórtico con un acceso lateral muy decorativo, donde se utiliza un lenguaje de un manierismo ya tardío.
En el interior de la iglesia destaca el retablo mayor, cuya mazonería plateresca la ejecutaron para 1564 los ensambladores Miguel de Marsal de la Gullada y su yerno Juan de Landa. La labor de estos artistas sirve de marco a una serie de tablas pintadas que refieren un amplio programa iconográfico sobre la vida del santo titular, San Esteban y la infancia de Cristo. La escultura, que muestra una calidad desigual, se reserva para el banco y la calle central. El titular es anterior al retablo, con evidentes rasgos goticistas. También hay que mencionar los retablos colaterales de San Miguel y la Virgen del Rosario, cuya traza romanista se debe al entallador Pedro de Gaviria quien recibía pagos en 1579.
La parroquia conserva una nutrida colección de orfebrería de diferente cronología, de la que merece destacar un cáliz renacentista, un copón de comienzos del siglo XVII y las crismeras realizadas por Diego de Montalbo en 1646. Sin embargo, la pieza más interesante es la cruz parroquial de plata parcialmente dorada, obra de los plateros estelleses Alonso de Motenegro y Andrés de Soria quienes la labraron en 1560, según reza en una cartela. La cruz ofrece un bello conjunto plateresco, con amplio repertorio iconográfico que se aloja en el nudo y en la cruz propiamente dicha.

##### Ermitas
La ermita de Nuestra Señora del Camino parece tener origen medieval, por una saetera con arco de medio punto. Tiene planta rectangular con muros de sillarejo enlucido y tejado a dos aguas, y abriéndose por simple dintel en el muro de la Epístola. El interior del edificio presenta un retablo de traza moderna adosado al muro frontal del presbiterio, donde se venera la imagen titular de la Virgen del Camino, que por su fabricación parece ser del siglo XV, aunque policromada recientemente.
La ermita de San Cristóbal es de tipo rural y de origen incierto, con una planta rectangular muy alargada, muros de sillarejo y sillar y una cubierta a dos aguas con vigas. La entrada se encuentra en el muro de la Epístola y junto a ella hay una pequeña pila de agua bendita con taza gallonada, posible obra del siglo XVI.

### Arte civil
Frente a la iglesia se encuentra la casa parroquial, un edificio del siglo XVI con dos cuerpos de sillería y un ático de sillarejo, posiblemente posterior, culminado en alero de madera sobre ménsulas. Se guardan además varios objetos religiosos, como un Crucificado datado hacia 1560 o una Virgen con el Niño de candelero del siglo XVIII.
En las afueras de la población se puede encontrar otro edificio de sillería, del siglo XVI, con dos cuerpos más un ático. Ostenta también un gran portalón de medio punto con escudo cuartelado con la Cruz de Calatrava.

## Historia
Puede identificarse con el lugar de “Iriberri” cuyos collazos legó por testamento (1209) Miguel de Yániz al Monasterio de Irache; en 1345 consta ya como Villanueva de “Deyerri”. También poseyeron heredades en el término los Hospitalarios de San Juan de Jerusalén, titulares de molinos en la villa (1214), y el monasterio de Marcilla, que las enajenó (1252) a favor del rey Teobaldo I de Navarra.
Villanueva redimió sus pechas por ochocientos reales que dio al erario. Al mediar el siglo XIX tenía escuela, dotada con setenta robos de trigo y “algunos cántaros de vino”; servían la parroquia un abad y dos beneficiados, todos de provisión de los vecinos; funcionaba un molino harinero.
Incluso un lugar tan remoto como Villanueva se vio implicado en las guerras que se desarrollaban en la península ibérica, como por ejemplo la Guerra de sucesión española (1701-1715), en la que Navarra tomó partido por uno de los aspirantes al trono hispano, Felipe V de España. Fueron numerosos los reclutamientos necesarios para desarrollar la guerra, que se repartían entre los habitantes varones del valle y su armamento declarado, y en el del 30 de junio de 1706, la localidad de Villanueva se vio obligada a proporcionar 90 hombres, 9 mosquetes y una escopeta.
Durante toda la época moderna tuvo gran importancia para la economía del valle de Yerri la explotación de los bosques, como demuestra una ingente y prolongada operación de cuidado que tuvo lugar entre 1758 y 1768, a raíz de la aprobación, en las Cortes de Navarra de 1757, de la ley 54 para la plantación de árboles y su conservación. Las Cortes comisionaron a Francisco de Azcona Echarren, palaciano de Echarren, para gestionar este asunto en el valle de Yerri, quien visitó cada una de las localidades del valle para conocer de primera mano el estado de los montes y bosques.
A Villanueva llegó el 2 de junio de 1758, "y después que les explicó las reales ordenanzas, platicaron sobre la situación de los montes del pueblo". Como en el resto de localidades, el comisionado ordenó construir un vivero, cercado de piedras, en el término de Larrapoteguide dos robadas y media, para sembrar encinos, robles y álamos, entre otras especies, para cubrir los espacios necesarios en el entorno de la ermita de San Cristóbal (robles), o en el término de Arambeta (álamos), repoblaciones que debían vigilarse cada año a cargo de un perito de vivero y reforestación, puesto para el que fue nombrado Joaquín de Gulina. Todos los gastos correrían a cargo de los propios de Villanueva. 
En 1792 se hizo una evaluación de la riqueza agrícola del valle de Yerri, que fue finalmente redactada el 13 de enero de 1793, con el título de "Auto de declaración de los frutos cogidos en el valle de Yerri y los necesarios para el consumo del año 1792", en el que se detalla la agricultura pueblo a pueblo. Según este informe, en Villanueva se cosecharon 5460 robos de trigo, 70 de cebada, 460 de avena y 240 de ezcandia, 8460 cántaros de vino y 20 cántaros de aguardiente. Había 27 ganados mulares y 18 becerros. No había carneros ni lana, ni se cosechó centeno, cáñamo ni lino por no haberse sembrado. Había tres telares con tres operarios, en los que se tejen 600 varas de lienzo de todo tipo.
El 22 de mayo de 1794 la Diputación navarra envió una carta al valle ordenando que enviase "noticia puntual de todos los hijosdalgo que hubiese en este valle, así solteros como casados y viudos desde la edad de diez y seis años hasta la de cinquenta, ambos cumplidos". En el listado enviado, aparecían 10 hidalgos en Villanueva, de un total de 172 en todo en valle.
En 1802 se decía de Villanueva que estaba bañado por el río que baja de Guesálaz, en el que abundaban truchas delicadas. Su cosecha era de 5000 robos de cereal y 7000 cántaros de vino, mientras que su población era de 277 personas.
En 1923, y ante la necesidad de hacer cumplir la Ley de Asociaciones de 1887, el gobierno civil reclamó a las localidades del valle de Yerri un listado de las asociaciones existentes en cada núcleo de población. Así, el 6 de diciembre de ese año, "hacían constar el alcalde Antonio Santamaría y el secretario Román Vélaz que existía la Cofradía del Santísimo Sacramento, con fines piadosos y benéficos, desde el 23 de enero de 1723".

## Fiestas
- FECHA: Segundo domingo de septiembre, en honor a la Virgen de la Cruz.[10] ACTOS PRINICIPALES: Verbenas, cenas populares, juegos infantiles, misa mayor, campeonato de mus, deporte rural…

- FECHA: Primer domingo de septiembre: Romería a la Ermita de Nuestra Señora del Camino.

- OTRAS FESTIVIDADES:-Misa y procesión el día 15 de mayo, San Isidro. -Misa y procesión el día 26 de diciembre, día de San Esteban, patrón del pueblo. -Misa y procesión el día 14 de septiembre, día de La Cruz. -Procesión del viernes y domingo de Semana Santa.

- FIESTA DEL VALLE, Por sorteo entre los pueblos una vez al año el primer fin de semana de junio.

## Turismo
- Casa rural Santamaría.